# Raión de Klintsý
El raión de Klintsý (ruso: Клинцо́вский райо́н) es un distrito administrativo y municipal (raión) ruso perteneciente a la óblast de Briansk. Se ubica en el oeste de la óblast. Su sede administrativa se ubica en la ciudad de Klintsý, la segunda más poblada de la óblast; esta ciudad se enclava en el centro del raión, pero no forma parte del mismo al estar constituida como ókrug urbano.
En 2021, el raión tenía una población de 17 163 habitantes.
El territorio del raión es completamente rural. Por aquí pasan el río Íput y su afluente el río Unecha.

## Subdivisiones
Comprende los asentamientos rurales de Velíkaya Topal, Guliovka, Korzhovka-Golubovka, Lopatin, Medviódovo, Pérvoye Maya, Rozhný, Smolevichi y Smotrova Buda. Estas nueve entidades locales suman un total de 115 localidades.